# اوت ۲۰۱۲
اوت ۲۰۱۲، یکی از ماه‌های ۲۰۱۲ (میلادی) است.
آغاز آن، روز چهارشنبه برابر با ۱۱ مرداد ۱۳۹۱ خورشیدی.

مطابق با ۱۳ رمضان ۱۴۳۳ قمری می‌باشد.

## ۲ اوت۲۰۱۲
- علی نیکزاد وزیر راه و شهرسازی ایران در حادثه واژگونی خودرو مجروح شد

به نقل از گزارش خبرگزاری‌ها حاکی است صبح امروز خودروی حامل علی نیکزاد وزیر وقت وزارت راه و شهرسازی ایران در محور دماوند واژگون گردیده که وی و سایر سرنشینان خودرو بر اثر این سانحه مجروح و بیمارستان منتقل شده‌اند. ویکی‌خبر
- مسیحیان از باراک اوباما خواستند که از آنان در برابر مخالفان بشار اسد حمایت کند

## ۳ اوت۲۰۱۲
- راجر فدرر با شکست رکورد طولانی ترین بازی المپیک، فینالیست شد

به گزارش سرویس ورزشی خبرامروز در این بازی کاملا نزدیک دو تنیسور مطرح دنیا رقابت نفس‌گیری داشتند. فدرر ست نخست بازی را با نتیجه ۶ بر ۳ واگذار کرد اما در دو ست بعدی با نتایج ۷ بر ۵ و ۱۹ بر ۱۷ دل‌پوترو را شکست داد تا پس از ۴ ساعت و ۴۳ دقیقه قهرمان شود و رکورد طولانی‌ترین بازی تاریخ المپیک در این رشته شکسته شود. خبرامروز
- جایزه هنر و ادب(شوالیه) فرانسه به لیلا حاتمی اهدا شد

به گزارش خبرامروز به نقل از سایت سفارت فرانسه در تهران اعلام کرد: «نشان هنر و ادب» درجه شوالیه، روز گذشته از طرف وزیر فرهنگ و ارتباطات فرانسه و از طریق سفیر این کشور به لیلا حاتمی اعطا شد.
این نشان به‌دلیل خلاقیت‌های هنری یا ادبی یا به‌دلیل مشارکت در بازنمایی هنر و ادب در فرانسه و جهان به هنرمندان اعطا می‌شود. خبرامروز
- سازمان ملل: حدود یک و نیم میلیون شهروند سوریه آواره شده‌اند

سازمان ملل متحد برآورد کرده‌است که حدود ۱٫۵ میلیون تن در سوریه در پی ناآرامی‌ها در این کشور آواره شده‌اند.

## ۵ اوت۲۰۱۲
- تلویزیون العربیه: ایرانی‌های ربوده شده اعضای سپاه پاسداران هستند

تلویزیون العربیه روز یکشنبه با پخش فیلمی از شورشیان سوری که ۴۸ ایرانی را به گروگان گرفته‌اند از قول آنها گزارش داد که افراد به گروگان گرفته شده از اعضای سپاه پاسداران انقلاب اسلامی هستند. این شبکه تلویزیونی در فیلم خود مردی را نشان داد که لباس ارتش آزاد سوریه را به تن داشته و می‌گوید که شورشیان «۴۸ شبیحه (شبه نظامی) ایرانی که برای ماموریت شناسایی وارد دمشق شده بودند را دستگیر کرده‌اند.» منابع دولتی ایران و سوریه روز شنبه از ربوده شدن «۴۸ زائر ایرانی» در حومه دمشق توسط «افراد مسلح» خبر دادند. رادیو فردا
- حمید سوریان قهرمان المپیک ۲۰۱۲ شد

## ۶ اوت۲۰۱۲
- کاروان ورزشی ایران در المپیک لندن چهار مداله شد

کاروان ورزشی ایران تا پایان روز یازدهم بازی‌های المپیک لندن، با کسب دو مدال طلا در رشته کشتی فرنگی توسط حمید سوریان در وزن ۵۵ کیلوگرم و امید نوروزی در وزن ۶۰ کیلوگرم و کسب یک برنز و یک نقره در رقابت‌های وزنه‌برداری المپیک لندن، توسط کیانوش رستمی در دسته ۸۵ کیلوگرم و نواب نصیر شلال در دسته ۱۰۵ کیلوگرم، چهار مداله شد. مهرنیوز
- مریخ‌نورد کنجکاوی با موفقیت بر سطح سیاره مریخ فرود آمد

به نقل از گزارش خبرگزاری‌ها حاکی است سازمان فضانوردی آمریکا ناسا موفق شده‌است بامداد امروز مریخ‌نورد کنجکاوی را با موفقیت بر سطح سیاره مریخ فرو آورد و اولین تصاویر ارسالی از این مریخ‌نورد را دریافت نماید. ویکی‌خبر
- اوسین بولت قهرمان دوی صد متر المپیک لندن شد

## ۷ اوت۲۰۱۲
- رکورد جدید ایران در مدال‌آوری خود در المپیک

## ۹ اوت۲۰۱۲
- سومین قهرمانی متوالی تیم ملی فوتبال زنان آمریکا در بازیهای المپیک

## ۱۰ اوت۲۰۱۲
- شکست کرمی، آب سردی بر پیکر تکواندو

در چهاردهمین روز بازی‌های المپیک ۲۰۱۲ در مسابقات ۸۰- کیلوگرم یوسف کرمی، قهرمان تکواندوکار ایرانی که انتظار می‌رفت جای هادی ساعی پر کند، در عین ناباوری در اولین بازی (یک هشتم نهایی) از تکواندوکار تازه کار اسپانیایی ۲-۸ شکست خورد و از لندن خداحافظی کرد. بی‌بی‌سی فارسی
- همسایه‌های همدل مدال‌های تکواندو را درو کردند

در سیزدهمین روز بازی‌های المپیک ۲۰۱۲، در مسبقات ۶۸ کیلوگرم تکواندو مردان سروت تازگل از ترکیه مدال طلا، محمد باقری معتمد از ایران مدال نقره و روح الله نیکپا از افغانستان و ترنس جننینگز از ایالات متحده بطور مشترک مدال برنز دریافت کردند. مدال محمد باقری معتمد، اولین مدال کاروان ایران در رشته تکواندو و چهارمین مدال نقره ایران در این دوره بود. بی‌بی‌سی فارسی
- آلودگی نفتی خاویار خزر را تهدید می‌کند

## ۱۱ اوت۲۰۱۲
- وقوع چندین زمین‌لرزه شدید در استان آذربایجان شرقی با حداقل ٣٠۰ کشته و ۱۸۰۰ مصدوم

مرکز لرزه‌نگاری موسسهٔ ژئوفیزیک دانشگاه تهران اعلام کرد عصر امروز مقارن ساعت ۱۶:۵۳:۱۵ زمین‌لرزه‌ای به بزرگی ۶٫۲ ریشتر حوالی شهرستان اهر در استان آذربایجان شرقی را لرزانده‌است. ویکی‌خبر
- آخرین مدالهای کاروان ایران و خداحافظی دو مدال آور کشتی آزاد

## ۱۲ اوت۲۰۱۲
- قهرمانی تیم ملی بسکتبال آمریکا در روز پایانی بازیهای المپیک

تیم ملی بسکتبال مردان آمریکا با شکست تیم ملی بسکتبال اسپانیا با نتیجه ۱۰۷-۱۰۰ و بدون شکست برای چهاردهمین مرتبه در تاریخ بر سکوی قهرمانی المپیک ایستاد. نیویورک تایمز، لس آنجلس تایمز
- پایان بازیهای المپیک ۲۰۱۲ لندن

## ۱۴ اوت۲۰۱۲
- گفته های علی دایی در مورد وضیعت زلزله آذربایجان

[علی دایی] : مردم از امدادرسانی راضی نبودند/ آمار کشته‌ها بیشتر از این حرف‌هاست / مسئولینی به داد زلزله زدگان نرسند که مسئول نیستند

## ۱۵ اوت۲۰۱۲
- نادیا دلدار گلچین درگذشت.

بنا به گزارش خبرگزاری‌ها نادیا دلدار گلچین بازیگر پیشین سینمای ایران، بامداد امروز و پس از یک دوره طولانی مدت بیماری در بیمارستان عرفان تهران دارفانی را وداع گفت. ویکی‌خبر
- اجلاس فوق العاده سازمان همکاری اسلامی آغاز به کار کرد

## ۱۶ اوت۲۰۱۲
- سوریه از سازمان کشورهای اسلامی اخراج شد

عضویت سوریه در نشست سازمان کنفرانس کشورهای اسلامی در مکه به حالت تعلیق در آمد. اکمل الدین احسان اوغلو دبیر کل سازمان کنفرانس کشورهای اسلامی در این نشست گفت "سازمان کنفرانس کشورهای اسلامی برای رژیم‌هایی که مردم خود را می‌کشند جایی ندارد." در بیانیه‌ای که در پایان اجلاس منتشر شد آمده "مسلمانان دیگر نمی‌توانند حکومتی را بپذیرند که مردم خود را قتل عام می‌کند." بی‌بی‌سی فارسی.

- بازگشت فلامینگوهای دریاچه ارومیه

## ۱۸ اوت۲۰۱۲
- زمین‌لرزه‌ای خفیف شمال غربی استان تهران را لرزاند

## ۱۹ اوت۲۰۱۲
- یو ون شیا زیباترین زن جهان شد

یو ون شیا، دختر ۲۳ سالهٔ چینی از میان ۱۱۶ چهره از کشورهای گوناگون به عنوان ملکهٔ زیبایی جهان برگزیده‌شد. این دومین بار است که چهره‌ای از چین عنوان ملکهٔ زیبایی جهان را از آن خود می‌کند. دوچه‌وله فارسی
- نام بردن دوباره از اسرائیل به عنوان غده سرطانی

با وجود انتقادهای شدید جهانی، آیت‌الله خامنه‌ای بار دیگر از اسرائیل به عنوان غده سرطانی نام برد. دوچه‌وله فارسی
- هشدار رئیس جمهوری اسرائیل در مورد حمله یک‌جانبه به ایران

شیمون پرز از ایدهٔ حملهٔ نظامی به ایران بدون پشتیبانی ایالات متحده ابراز نگرانی کرد. پیش از این هم شائول موفاز، رهبر حزب کادیما در اسرائیل، حملهٔ تکروانهٔ کشورش به ایران را فاجعه‌بار خوانده بود. دوچه‌وله فارسی
- آسانژ خواستار پایان تعقیب و آزار فعالان ویکی‌لیکس شد

جولین آسانژ، بنیانگذار سایت اینترنتی ویکی‌لیکس برای نخستین بار در طی ماه‌های گذشته در صحنه ظاهر شد. وی در نطق خود از آمریکا خواست، به آزار و پیگرد فعالان ویکی‌لیکس پایان داده و بردلی منینگ را آزاد کند. جولین آسانژ که حدود دو ماه پیش به سفارت اکوادور در لندن پناه برده و در حال حاضر در آنجا به سر می‌برد، سخنان خود را روی بالکن سفارتخانه ایراد کرد. وی در صورت خروج از سفارت از سوی پلیس بریتانیا بازداشت و به پلیس سوئد تحویل داده می‌شد. دوچه‌وله فارسی
- کشته شدن ۱۰۷ نفر در جاده‌های ایران طی ۴ روز گذشته

رضا سلبی رئیس مرکز فرماندهی و کنترل ترافیک پلیس ایران گفت که از چهارشنبه تا شنبه گذشته ۱۰۷ نفر در سوانح رانندگی جاده‌های کشور کشته و ۸۹۱ نفر دیگر مجروح شده‌اند. سرهنگ سلبی با تاکید بر اینکه در این مدت مجموعا ۶۴۵ تصادف منجر به جرح و فوت رخ داده اظهار داشت: "تنها در روز شنبه ۲۶ فقره تصادف فوتی با ۳۴ کشته و ۱۳۴ فقره تصادف جرحی با ۲۱۶ مجروح در جاده‌های کشور به وقوع پیوسته‌است." بی‌بی‌سی فارسی
- محمد مرسی به تهران سفر می‌کند.

محمد مرسی رئیس جمهوری مصر هفته آینده برای شرکت در اجلاس سران جنبش عدم تعهد به تهران سفر خواهد کرد. در صورت انجام این سفر، مرسی نخستین رئیس جمهور مصر خواهد بود که بعد از بیش از سی سال به ایران سفر می‌کند، روابط دو کشور بعد از انقلاب اسلامی ایران و در پی به رسمیت شناختن اسرائیل از سوی مصر، رسماً قطع شد. در این اجلاس ریاست دوره‌ای جنبش عدم تعهد از مصر به ایران منتقل می‌شود. بی‌بی‌سی فارسی
- محسن رضایی: سوریه آخرین میدان رویارویی ایران و آمریکا

محسن رضایی، فرمانده پیشین سپاه پاسداران می‌گوید «با قاطعیت اعلام می‌کنم که ما در سوریه با فینال نهایی ایران و آمریکا روبه‌روییم.» او پیامد سقوط حکومت بشار اسد را تسلط آمریکا بر کل منطقه ارزیابی می‌کند. دوچه‌وله فارسی
- حادثه هواپیما در سودان

## ۲۰ اوت۲۰۱۲
- تونی اسکات، کارگردان هالیوود خودکشی کرد.

تونی اسکات، کارگردان شناخته‌شده هالیوود، خود را از بالای یک پل در لس‌آنجلس پرت کرده و خودکشی کرده‌است. مسئولان پزشکی قانونی شهر لس‌آنجلس گفته‌اند که مر اسکات ۶۸ ساله به عنوان یک خودکشی در دست بررسی است. او که برادر ریدلی اسکات، از کارگردانان معروف هالیوود است، در بریتانیا به دنیا آمده بود. بی‌بی‌سی فارسی خبرامروز
- کلاه قرمزی و بچه ننه در دو روز صد میلیون تومان فروخت.

فیلم سینمایی کلاه قرمزی و بچه ننه ساخته ایرج طهماسب در دو روز اول اکران بیش از ۱۰۰ میلیون تومان فروش کرده‌است. بی‌بی‌سی فارسی
- اختلاف نظر چند مرجع تقلید با رهبر ایران در مورد عید فطر

## ۲۱ اوت۲۰۱۲
- رویترز در گزارشی ارمنستان را به نقض تحریم های ایران متهم کرده است . ارمنستان این ادعا را رد کرده است.  خبرامروز

- کیم جونگ-اون رهبر کره شمالی در اولین سفر خارجی خود پس از برعهده گرفتن رهبری، برای شرکت در اجلاس سران جنبش غیر متعهد به تهران می آید. عصر ایران

## ۲۳ اوت۲۰۱۲
- انتقال میرحسین موسوی به بخش سی‌سی‌یو به دلیل عارضهٔ قلبی

## ۲۵ اوت۲۰۱۲
- نیل آرمسترانگ، اولین انسانی که پای بر روی ماه نهاد در سن ۸۲ سالگی در بیمارستانی در شهر کلمبوس درگذشت. علت مرگ وی هنوز مشخص نیست.بی‌بی‌سی فارسی

## ۲۸ اوت۲۰۱۲
- نشست وزیران خارجه اجلاس غیرمتعهدها آغاز شد

## ۳۰ اوت۲۰۱۲
- شانزدهمین اجلاس سران جنبش غیرمتعهدها در ایران آغاز شد

شانزدهمین اجلاس سران جنبش غیرمتعهدها در تهران با تأکید رهبر ایران بر ادامه برنامه اتمی و حمایت رئیس جمهوری مصر از حرکت اعتراضی در سوریه و با حضور ۲۴ رییس‌جمهور، ۳ پادشاه، ۸ نخست‌وزیر، ۹ معاون رییس‌جمهور، ۲ رییس مجلس، ۹ نماینده ویژه رییس‌جمهور و تعداد زیادی از کشورها در سطح وزارای امور خارجه بعنوان نماینده بالارتبه اعضای دائم در تهران گشایش یافت. همچنین نمایندگان کشورهای ناظر، میهمانان ویژه و روسای برخی از سازمان‌های بین‌المللی چون سازمان ملل متحد، سازمان کنفرانس اسلامی و اتحادیه عرب حضور دارند. در این جلسه ریاست اجلاس از مصر به ایران به مدت سه سال منتقل می‌شود. ایسنا بی‌بی‌سی فارسی
- رادیو و تلویزیون دولتی ایران سخنان مرسی علیه سوریه را تحریف کرد

برخی شبکه های خبررسانی دولتی ایران اظهارات رئیس جمهوری مصر در اجلاس سران جنبش غیرمتعهدها در تهران را تغییر داده اند. مرسی در سخنان خود، با توصیف حرکت اعتراضی در سوریه به عنوان بخشی از قیام موسوم به "بهار عربی" در منطقه خاورمیانه و شمال آفریقا، حکومت سوریه را به شدت مورد انتقاد قرار داد و از مخالفان حکومت آن کشور حمایت کرد. بی‌بی‌سی فارسی
- مصر و ایران یکدیگر را «متحد استراتژیک» خواندند

در دیدار بین سران کشورهای عضو جنبش عدم تعهد، احمدی‌نژاد و همتای مصری خود محمد مرسی، ایران و مصر را «متحد استراتژیک» یکدیگر توصیف کردند. مرسی همچنین افزود «همه باید با نگاهی مثبت به آینده زمینه را برای گسترش همکاری‌های منطقه‌ای فراهم کنیم.» (پرس‌تی‌وی)
- چهاردهمین دوره بازی‌های پارالمپیک تابستانی (۲۰۱۲) در لندن افتتاح شد.

## پیوندهای روزانه
- درگاه: وقایع کنونی/وقایع ۲ اوت ۲۰۱۲
- درگاه: وقایع کنونی/وقایع ۳ اوت ۲۰۱۲
- درگاه: وقایع کنونی/وقایع ۵ اوت ۲۰۱۲
- درگاه: وقایع کنونی/وقایع ۶ اوت ۲۰۱۲
- درگاه: وقایع کنونی/وقایع ۷ اوت ۲۰۱۲
- درگاه: وقایع کنونی/وقایع ۹ اوت ۲۰۱۲
- درگاه: وقایع کنونی/وقایع ۱۰ اوت ۲۰۱۲
- درگاه: وقایع کنونی/وقایع ۱۱ اوت ۲۰۱۲
- درگاه: وقایع کنونی/وقایع ۱۲ اوت ۲۰۱۲
- درگاه: وقایع کنونی/وقایع ۱۴ اوت ۲۰۱۲
- درگاه: وقایع کنونی/وقایع ۱۵ اوت ۲۰۱۲
- درگاه: وقایع کنونی/وقایع ۱۶ اوت ۲۰۱۲
- درگاه: وقایع کنونی/وقایع ۱۸ اوت ۲۰۱۲
- درگاه: وقایع کنونی/وقایع  ۱۹ اوت ۲۰۱۲
- درگاه: وقایع کنونی/وقایع ۲۰ اوت ۲۰۱۲
- درگاه: وقایع کنونی/وقایع ۲۱ اوت ۲۰۱۲
- درگاه: وقایع کنونی/وقایع ۲۳ اوت ۲۰۱۲
- درگاه: وقایع کنونی/وقایع ۲۵ اوت ۲۰۱۲
- درگاه: وقایع کنونی/وقایع ۲۸ اوت ۲۰۱۲
- درگاه: وقایع کنونی/وقایع ۳۰ اوت ۲۰۱۲